# Nellia oculata
Nellia oculata är en mossdjursart som beskrevs av Busk 1852. Nellia oculata ingår i släktet Nellia och familjen Quadricellariidae. Inga underarter finns listade i Catalogue of Life.